# Gagarine - Proteggi ciò che ami
Gagarine - Proteggi ciò che ami (Gagarine) è un film del 2020 diretto da Fanny Liatard e Jérémy Trouilh.

## Trama
Il film racconta la storia di un ragazzo che, con l'aiuto dei suoi amici, farà di tutto per salvare l'enorme complesso residenziale di Cité Gagarine dalla demolizione, edifici che si trovano vicino a Parigi e dove egli è nato e cresciuto.

## Distribuzione
Il film è stato presentato in anteprima il 26 settembre 2020 al Zurigo Film Festival e distribuito nelle sale cinematografiche italiane a partire dal 19 maggio 2022.

## Riconoscimenti
- European Film Awards - 2020

Candidatura a Miglior rivelazione
- Premio César - 2022

Candidatura a migliore opera prima
- Premio Lumière - 2022

Migliore opera prima
Candidatura a rivelazione maschile per Alseni Bathily